# Petit-suisse
El petit-suisse (‘pequeño suizo’) es un queso francés de la región de Normandía.

## Producción y uso
El petit-suisse es un queso fresco sin sal, suave y cremoso. Se hace con leche de vaca enriquecida con nata, por lo que tiene un contenido graso de aproximadamente el 40%. El queso se suaviza y escurre entonces en una centrifugadora. Una pieza típica pesa 30 g y se envasa en un cilindro de unos 4 cm de alto y 3 cm de diámetro.
El petit-suisse puede tomarse con azúcar, como postre con mermelada o miel, o salpimentado con hierbas. También se usa en rellenos de carnes. Una mezcla de petit-suisse y mostaza se aplica a veces al conejo para evitar que la carne se seque durante la cocción.

## Historia y desarrollo
En contra de lo que sugiere su nombre, el petit-suisse no se originó en Suiza sino en Normandía, donde en la década de 1850 un empleado suizo de una láctea en Auvilliers sugirió añadir nata para enriquecer la cuajada empleada para elaborar queso.
Originalmente se vendía envuelto en un papel fino y empaquetado en cajas de madera, seis en cada una. Las piezas pesaban 60 g cada una y se llamaba simplemente suisse (‘suizo’). Actualmente el petit-suisse se fabrica en toda Francia y se vende como double petit-suisse (extra pequeño), petit-suisse (pequeño) y double-suisse (grande).